# 伊瓦拉

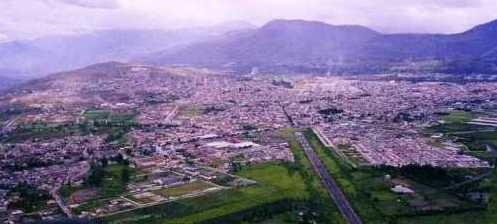

伊瓦拉（西班牙語：Ibarra，西班牙語發音：[iˈβara]）是厄瓜多爾的城鎮，也是因巴布拉省的首府，位於該國北部，距離首都基多112公里，始建於1606年9月28日，面積41平方公里，海拔高度2,225米，主要經濟活動是旅遊業，2001年人口108,535。

## 外部連結
- （英文） Audio interview with Ibarra resident about life in Ibarra
- PDF
- Ibarra Travel Information
- Benefits Discounts & Promotions in Ibarra